# Елара (митология)
Вижте пояснителната страница за други значения на Елара.
Елара в древногръцката митология е дъщеря на цар Орхомен и майка на Титий. Тя е била любовница на Зевс и той я скрил от жена си, Хера, в недрата на земята. Там тя родила Титий, за когото поради тази причина, един от героите на Омир в „Одисея“ (vii.372) казва, че Титий е син на Елара и Гея, богинята на земята.